# Marpod (gmina)
Marpod – gmina w Rumunii, w okręgu Sybin. Obejmuje miejscowości Ilimbav i Marpod. W 2011 roku liczyła 1017 mieszkańców.